# Adamovich család
A nemes és báró csepini Adamovich család egy 17. századból eredő, régi horvát-magyar nemesi család.

## Története
Az Adamovichok első említése 1625-ből való, amikor Bács-Bodrog vármegye nemesei között sorolják fel őket. Egy korábbi forrás szerint egy Bulgáriában található Ciprovac nevű településről származnak, más források Boszniába teszik eredetüket, ahonnan előbb Varasdra, majd Verőce vármegyébe települtek át. 1690 körül már Pécs városában szerepelnek, 1700 körül pedig Szlavóniába érkeztek. Nemességüket 1714. november 6-án, Bécsben kapta Mária Teréziától Adamovich Pál és felesége, Knezovics Judit, valamint gyermekeik, Márton, Ferenc, Mária, Katalin és Margit. A fiúk közül Márton vitte tovább a családot. Az ő fia volt János Kapisztrán, aki királyi tanácsos és verőcei alispán volt, nagy birtokokat és tekintélyt szerzett családjának, részben perniczai Szaich Judittal kötött házassága révén. Ugyanő szerezte a csepini előnevet, amit 1770-től viselit az Adamovichok. Fiaival a család több ágra szakadt, több jelentősebb személy is kikerült a családtagok közül. Kiemelendő, hogy 1913. október 20-án Adamovich Ivánt bárói címmel ruházták fel. Ennek a bárói ágnak a leszármazottai jelenleg Kolumbia és Venezuela területén élnek.

## Jelentősebb családtagok
- Adamovich Antal (1762–1829) magyar királyi asztalnok, udvari tanácsos, királyi kamarás, Verőce vármegye főispánja
- Adamovich Béla (1856-1934) országgyűlési képviselő, zeneszerző
- Adamovich Iván (1802–1876) nagybirtokos, cukorgyáros, Verőce vármegye iparosításának egyik vezéralakja
- Adamovich Iván (1866–1929) verőcei főispán, császári és királyi kamarás, a Máltai Lovagrend lovagja, a család bárói címének megszerzője
- Adamovich János (1726–1808) verőcei alispán, királyi tanácsos, országgyűlési képviselő

## Címere
A család címere a pajzs kék udvarának zöld mezejében ágaskodó kettősfarkú oroszlán, mely első jobb lábával kivont kardot tart.